# Diocesi di Casio
La diocesi di Casio (in latino: Dioecesis Casiotana) è una sede soppressa e sede titolare della Chiesa cattolica.

## Storia
Casio, identificabile con le rovine di Mahemdiah sulla strada che, secondo l'Itinerario antonino, portava da Pelusio a Gaza in Palestina, è un'antica sede episcopale della provincia romana dell'Augustamnica Prima nella diocesi civile d'Egitto. Faceva parte del patriarcato di Alessandria ed era suffraganea dell'arcidiocesi di Pelusio.
Unico vescovo conosciuto di questa diocesi è Lampezio, che prese parte al concilio di Efeso del 431, dove, assieme agli altri vescovi, furono condannate le teorie teologiche di Nestorio. Al termine del concilio Lampezio fu inviato a Roma, con Ermogene vescovo di Rinocorura, latore di lettere in favore di Cirillo di Alessandria; a Roma partecipò alla consacrazione di papa Sisto III (432). Fu il destinatario di alcune lettere di sant'Isidoro di Pelusio.
Dal XVIII secolo Casio è annoverata tra le sedi vescovili titolari della Chiesa cattolica; il titolo non è più assegnato dal 15 gennaio 1966. Il suo ultimo titolare è stato Renatus Lwamosa Butibubage, vescovo ausiliare di Mwanza.

## Cronotassi

### Vescovi greci
- Lampezio † (prima del 431 - dopo il 432)

### Vescovi titolari
- Juan Antonio Pérez Arellano † (23 febbraio 1739 - 16 marzo 1756 deceduto)
  - Crescenziano d'Ivrea, O.F.M. † (14 febbraio 1792 - ? deceduto) (vescovo eletto)
- Ignacy Giedroyć † (24 maggio 1824 - 1829 deceduto)
- Giovanni Bercich † (13 luglio 1840 - 16 aprile 1846 nominato vescovo di Sebenico)
- Guglielmo Massaia, O.F.M.Cap. † (12 maggio 1846 - 2 agosto 1881 nominato arcivescovo titolare di Stauropoli)
- Gaudenzio Bonfigli, O.F.M. † (19 agosto 1881 - 19 agosto 1890 nominato vescovo titolare di Cabasa)
- André-Etienne-Athanase Hermel, SS.CC. † (15 maggio 1905 - 20 febbraio 1932 deceduto)
- Augustinus Philipp Baumann † (28 ottobre 1932 - 20 febbraio 1953 deceduto)
- Félix Scalais, C.I.C.M. † (29 giugno 1953 - 10 novembre 1959 nominato arcivescovo di Léopoldville)
- Renatus Lwamosa Butibubage † (19 dicembre 1959 - 15 gennaio 1966 nominato vescovo di Mwanza)